# Letališče Divača
Letališče Divača (Letališče Ležeški Gabrk Divača) (ICAO kratica LJDI) je športno letališče, ki se nahaja na ozemlju občine Divača med Škocjanskimi jamami in Vremščico. Upravlja ga Kraški letalski center Divača.
Letališče Divača je začelo graditi avstro-ogrsko vojno letalstvo poleti 1916 za potrebe oskrbovanja Soške fronte. Lokacija je bila sorazmerno dobra, saj se je nahajala v neposredni bližini železniške proge in ob že postavljeni rampi. Slabost je bil kraški, kamnit in valovit teren ter vpliv burje, ki je pihala izpod Vremščice. Na letališču je delovala tudi bombniška enota Fluggeschwader 1, ki se je kasneje preimenovala v Fliegerkompagnie 101G.
Enote na letališču:
- Flugpark (1916)
- Fluggeschwader 1 (Flik 101G), (december 1916 – november 1917)
- Fliegerkompagnie 23 (marec - november 1917)
- Flik 46 (maj – november 1917)
- Fliegerwerkstätte 1

Sicer se v literaturi pojavlja podatek, da je bila v Divači nastanjena Fliegerwerkstätte 3, a dokumenti govorijo o številki 1.
Po vojni je letališče pripadlo Italiji, ki ga je nacionalizirala in povečala, po drugi vojni pa je prešlo pod okrilje Jugoslovanske ljudske armade, ki ga je zaradi bližine meje z Italijo počasi opustila, njegovo ozemlje pa koristila kot vojaški poligon. Z ustanovitvijo Kraškega Aerokluba Ivan Vidmar Sežana v letu 1986 se je začelo novo obdobje za letališče, namenjeno usposabljanju pilotov motornega in jadralnega letenja, kot tudi za pomoč in reševanje v primeru naravnih nesreč.